# Bernard de Gordon
Pour les articles homonymes, voir Gordon.
 (avril 2021).
La mise en forme du texte ne suit pas les recommandations de Wikipédia : il faut le « wikifier ».
Les points d'amélioration suivants sont les cas les plus fréquents. Le détail des points à revoir est peut-être précisé sur la page de discussion.
- Les titres sont pré-formatés par le logiciel. Ils ne sont ni en capitales, ni en gras.
- Le texte ne doit pas être écrit en capitales (les noms de famille non plus), ni en gras, ni en italique, ni en « petit »…
- Le gras n'est utilisé que pour surligner le titre de l'article dans l'introduction, une seule fois.
- L'italique est rarement utilisé : mots en langue étrangère, titres d'œuvres, noms de bateaux, etc.
- Les citations ne sont pas en italique mais en corps de texte normal. Elles sont entourées par des guillemets français : « et ».
- Les listes à puces sont à éviter, des paragraphes rédigés étant largement préférés. Les tableaux sont à réserver à la présentation de données structurées (résultats, etc.).
- Les appels de note de bas de page (petits chiffres en exposant, introduits par l'outil «  Source ») sont à placer entre la fin de phrase et le point final[comme ça].
- Les liens internes (vers d'autres articles de Wikipédia) sont à choisir avec parcimonie. Créez des liens vers des articles approfondissant le sujet. Les termes génériques sans rapport avec le sujet sont à éviter, ainsi que les répétitions de liens vers un même terme.
- Les liens externes sont à placer uniquement dans une section « Liens externes », à la fin de l'article. Ces liens sont à choisir avec parcimonie suivant les règles définies. Si un lien sert de source à l'article, son insertion dans le texte est à faire par les notes de bas de page.
- La présentation des références doit suivre les conventions bibliographiques. Il est recommandé d'utiliser les modèles {{Ouvrage}}, {{Chapitre}}, {{Article}}, {{Lien web}} et/ou {{Bibliographie}}. Le mode d'édition visuel peut mettre en forme automatiquement les références.
- Insérer une infobox (cadre d'informations à droite) n'est pas obligatoire pour parachever la mise en page.

Pour une aide détaillée, merci de consulter Aide:Wikification.
Si vous pensez que ces points ont été résolus, vous pouvez retirer ce bandeau et améliorer la mise en forme d'un autre article.
Bernard de Gordon est un médecin français actif à Montpellier dans la seconde moitié du XIIIe siècle et au tout début du XIVe siècle. Son œuvre la plus connue est le Lilium medicine.

## Ses origines
La vie de Bernard de Gordon est peu connue, car les seules sources dont nous disposons sont les quelques détails biographiques qu’il nous a laissés dans son œuvre. L’étude la plus complète et la plus détaillée de la vie de ce médecin est due au livre de Luke E. Demaitre, Doctor Bernard de Gordon : Professor and practitioner.
La date et le lieu de naissance de Bernard de Gordon n’étant pas connus, plusieurs hypothèses ont été évoquées. Pendant longtemps, l’hypothèse considérée comme la plus probable fut celle de son origine écossaise. Ainsi, Ernest Wickersheimer, dans son Dictionnaire biographique des médecins en France au Moyen Âge, appuie cette hypothèse par le fait que Chaucer, dans ses Contes de Canterbury (au vers 434) cite trois médecins contemporains : Bernard de Gordon, Gilbertus Anglicus et Jean de Gaddesden.
Cependant, Ernest Wickersheimer évoque aussi l’hypothèse d’une naissance dans le sud de la France.
Pourtant, cette origine anglaise (ou écossaise) semble peu probable, car, comme l’a relevé Luke E. Demaitre dans son étude, dans le Liber pronosticorum, Bernard de Gordon décrit les effets d’un climat froid sur les Anglais et les Allemands de façon très stéréotypée, comme s’il tenait cette description d’une encyclopédie quelconque (peut être du Quadripartitum de Ptolémée), plus que d’une observation personnelle.
Pour Brian Dutton et Maria Nieves Sànchez, cette supposée origine anglaise viendrait peut-être d’une erreur dans le texte latin du Lilium medicine. En effet, dans le premier chapitre de la septième partie, alors qu’il évoque une décoction utilisée par les Écossais le texte latin dit : « ut dicunt boni socii » c'est-à-dire « comme disent les bons collègues », avec une confusion évidente entre socii et scoti. Il semble que ce soit la première indication de sa possible origine écossaise. Cette erreur, reprise par les auteurs et associée à la citation de Chaucer, serait donc peut être à l’origine de cette théorie.
Luke E. Demaitre, après étude des écrits de Bernard de Gordon, considère qu’il a une origine continentale, sûrement méridionale. Bernard de Gordon serait né en France, dans un village nommé "Gourdon". D’après lui, il pourrait s’agir de celui situé près de Montceau-les-Mines, en Bourgogne (ce qui accréditerait l’expression « Gordonie of Burgundie » utilisée par un médecin anglais pour citer Bernard de Gourdon). Mais il lui semble plus probable qu’il s’agisse de Gourdon en Quercy (actuellement dans le département du Lot), une ville assez importante aux XIIIe et XIVe siècles, à deux cents kilomètres au nord de Montpellier.
D’ailleurs, il est possible que Fortanier II de Gourdon (qui mourut vers 1259-1260) ait été le père de Bernard de Gordon (cette hypothèse est avancée par Roger Dulit, En pays de Bouriane : Gourdon en Quercy des origines au XIXe siècle ; elle est reprise par Luke E. Demaitre).
La date de naissance de Bernard de Gordon est inconnue, mais il dit lui-même dans le Lilium medicine qu’il commence son activité de professeur en 1283. En supposant qu’il soit possible de commencer à enseigner la médecine à Montpellier vers vingt-cinq ans, on peut supposer qu’il est né vers 1258.
Luke E. Demaitre croit possible qu’il ait reçu l’enseignement de cisterciens, dans une de leurs abbayes fondée en 1261 à Gourdon en Quercy, ville supposée de son lieu de naissance.

## Sa carrière
La période allant de 1283 à 1308 est la mieux documentée de sa vie. Elle correspond aux années où Gordon exerce la charge de maître au studium de Montpellier, puisqu’il fut maitre-régent dès 1283 et probablement doyen du studium generale de l'université de Montpellier après 1289.
Malgré la grande réputation de Gordon dans le milieu médical, sa présence n’a laissé aucune trace dans les statuts de l’Université, qui mentionnent pourtant les noms de vingt-cinq maîtres entre 1289 et 1319. Le silence des statuts peut être fortuit, mais il en est de même pour les autres archives (en dehors de quelques témoignages sur la pratique réelle de Bernard de Gordon, il n’y a, par exemple, aucune note de cours).
Ses propres paroles donnent l’impression d’un homme très décidé, un peu revêche, et il est possible qu’il se soit tenu à l’écart de la vie publique en s’adonnant uniquement à ses cours et à sa pratique. De plus, la pénurie de contributions posthumes de la part de ses collègues peut probablement s’expliquer par la tendance peu charitable de Gordon de railler ses contemporains par des dénigrements à peine voilés dans ses traités de médecine.
Le manque de citations dans les écrits de ses collègues s’explique aussi par le fait qu’une œuvre de vulgarisation comme la sienne n’est que très rarement mentionnée par des professionnels, plus enclins à citer le Canon d’Avicenne ou une partie du Corpus hippocratique. Le meilleur témoignage de ses années de travail pédagogique et d’investigation scientifique à Montpellier reste son abondante production de manuscrits à caractère théorique et pratique.
La mort de Bernard de Gordon est aussi mystérieuse que le reste de sa vie. Traditionnellement, on propose les années 1318-1320 pour son décès. Ainsi, Littré, dans l’Histoire littéraire de la France, affirme : « Ranchin [?] le place à l’an 1318 ; mais comme il ne cite aucun document à l’appui de son dire, on peut croire qu’il n’y a là qu’une date approximative. » De même, selon Ulysse Chevalier, dans son Répertoire des sources historiques du Moyen Âge, Bernard de Gordon est mort « vers 1320 ». En fait, les seuls documents disponibles permettent uniquement d’affirmer que sa mort se situe avant 1330.

## Sa production scientifique

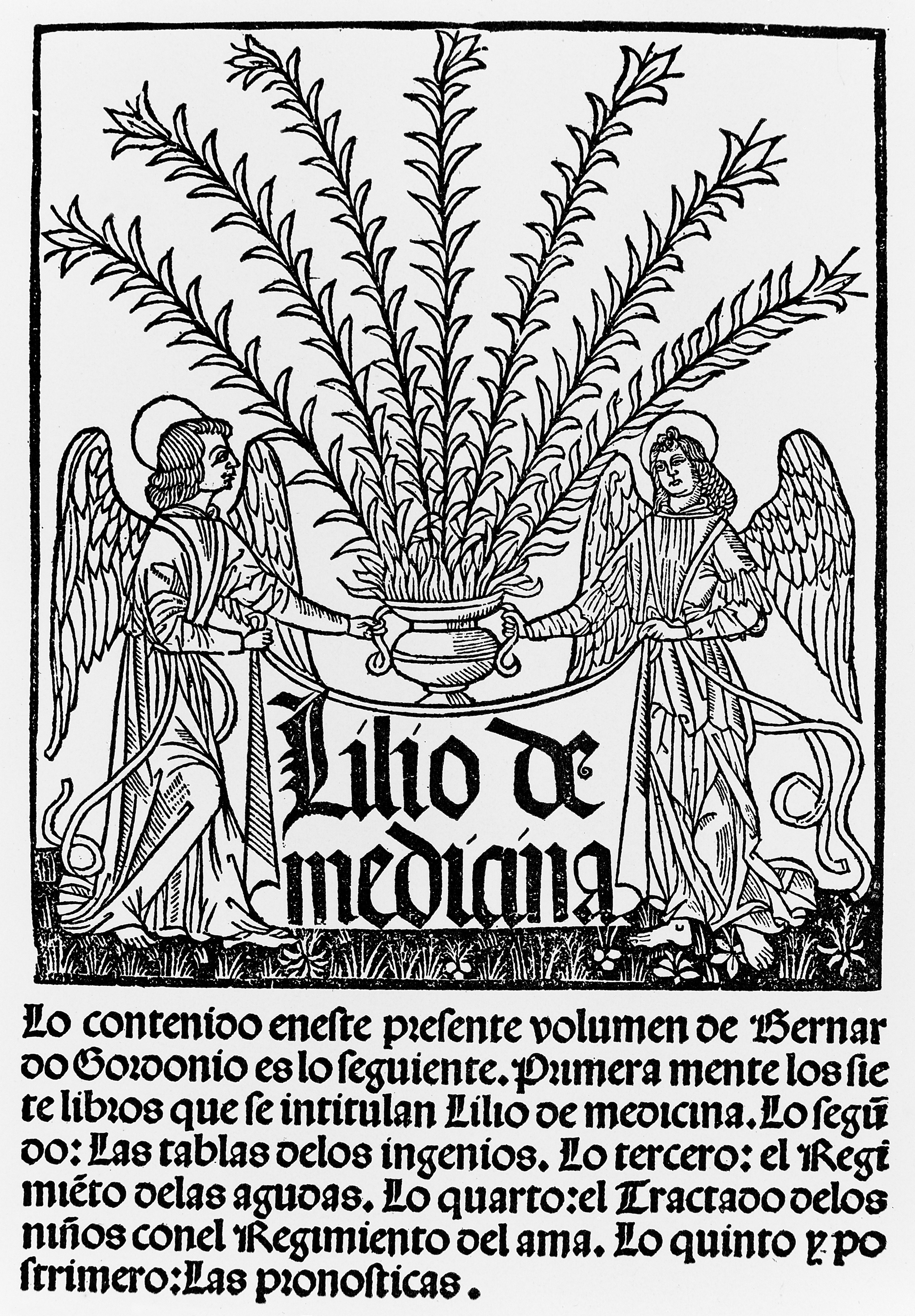
Lilio de Medicina, œuvre imprimée à Naples en 1480, à Lyon en 1491, et à Venise en 1494. dans cette œuvre il décrit la peste, la tuberculose, la sarne, l'épilepsie, l'antrax, et la lèpre, entre autres maladies.
L'image décrit en langue espagnole le contenu du volume composé de cinq parties. La première partie contient les sept livres de Lilio de Medicina

Comme pour sa biographie, l’étude la plus détaillée à l’heure actuelle est celle de Luke Demaitre. En se basant sur son livre, voici la liste des ouvrages de Bernard de Gordon :
- De Regimine acutorum morborum (1294).
- Compendium de regimine acutorum.
- Liber pronosticorum ou Tractatus de crisi et de diebus creticis (25 janvier 1295).
- Tractatus de reduccione geomancie ad orbem (22 décembre 1295).
- De decem ingeniis curandarum morborum (juillet 1299).
- Tractatus de gradibus (première moitié de l’année 1303).
- Practica dicta Lilium medicine (5 février 1305).
- Liber de conservacione vite humane (9 novembre 1308).
- De tyriaca (1305-1306).
- De marasmode (postérieur à 1305).

La Practica dicta Lilium medicine ou Lilium medicine est son ouvrage le plus connu. La grande clarté de l’ouvrage lui a permis d’atteindre une grande popularité. Arnaud de Villeneuve, son collègue montpelliérain, en possédait une copie dans sa bibliothèque. D’ailleurs, dès 1400, il fut introduit comme livre de lecture à l’université de Montpellier, et en 1520 à l'université de Vienne. De même, Bernard de Gordon était toujours cité comme autorité en médecine par Ambroise Paré et Jacques Dubois ; à Padoue, Bernard de Gordon faisait toujours partie des auteurs en circulation entre 1586 et 1636.
Il faut aussi relever que de nombreux auteurs se sont servis du Lilium medicine, qu’ils consultaient comme une encyclopédie, sans toujours le citer. Ainsi, Gérard de Solo, dans son commentaire Super Nono Almansoris mentionne Bernard de Gordon vingt-sept fois, mais il emprunte beaucoup plus qu’il ne le dit. De même, Guy de Chauliac, a recopié mot pour mot une formule pour fabriquer le savon sarrasin que Bernard de Gordon donne dans le chapitre IV du deuxième livre du Lilium medicine.
Pour autant, il ne semble pas que Bernard de Gordon ait imaginé un aussi grand succès quand il dédiait l’ouvrage aux étudiants, aux médecins jeunes ou inexpérimentés, comme étant un ouvrage de médecine pratique.
Comme tous les auteurs ayant un certain prestige, Bernard de Gordon a aussi toute une série d’œuvres qui lui sont attribuées à tort.